# John Layfield
John Charles Layfield (29 de novembre del 1966), més conegut al ring com a JBL, és un lluitador professional retirat, comentarista de lluita lliure professional i analista econòmic (a Fox News) estatunidenc que treballà a la marca RAW de World Wrestling Entertainment (WWE) com a lluitador.
Guanyà nombrosos títols a WWF (World Wrestling Federation) com el Hardcore Title, l'Europeu i el Tag Team Title, amb el seu company de parelles Faarooq (Ron Simmons), formant The APA (Acolytes Protection Agency), un dels duos més exitosos de la lluita lliure. Quan APA es va dissoldre, Bradshaw va canviar la seva wrestling persona a JBL. Amb aquest nou personatge, Layfield va ser conegut com un dels heels amb més talent i el campió de SmackDown! (WWE) amb més permanència a la seva història televisiva fins al moment.